# Brongniartiella gigas
Brongniartiella gigas là một loài côn trùng trong họ Brongniartiellidae thuộc bộ Neuroptera. Loài này được Weyenbergh miêu tả năm 1869.